# Драгоденешть
Драгоденешть, Драгоденешті (рум. Dragodănești) — село у повіті Димбовіца в Румунії. Входить до складу комуни Киндешть.
Село розташоване на відстані 96 км на північний захід від Бухареста, 22 км на північний захід від Тирговіште, 138 км на північний схід від Крайови, 72 км на південний захід від Брашова.

## Населення
За даними перепису населення 2002 року у селі проживали 1386 осіб. Рідною мовою 1383 особи (99,8%) назвали румунську.
Національний склад населення села:
| Національність | Кількість осіб | Відсоток |
| -------------- | -------------- | -------- |
| румуни         | 1370           | 98,8%    |
| цигани         | 14             | 1,0%     |